# Gouvelândia
Gouvelândia é um município brasileiro do interior do estado de Goiás, Região Centro-Oeste do país. Localizado na Região Geográfica Intermediária de Rio Verde e na Região Geográfica Imediata de Quirinópolis. Sua população, de acordo com o último CENSO 2022 do Instituto Brasileiro de Geografia e Estatística (IBGE), era de 4.390 habitantes em 2022.

## História
O município foi fundado em 1 de junho de 1989.
Histórico
Em meados de julho de 1950, o pioneiro Sr. João de Oliveira Gouveia, mineiro de Ituiutaba, chega juntamente com sua família para fixar residência em terras adquiridas às margens do Córrego da Vertente Grande, dando início a um progressivo ciclo de povoamento da região.
As famílias continuavam chegando e se instalando às margens do Rio Paranaíba, surgindo a necessidade de se montar uma pequena balsa para facilitar a travessia de Goiás para Minas Gerais. Em pouco tempo, formou-se um povoado que recebeu o nome de Porto Novo, e mais tarde passou a se chamar Gouvelândia.
Em 1952, chega à região outro importante personagem da história de Gouvelândia: Sr. Antônio Franco Barbosa, que juntamente com outros pioneiros fundaram a Navegação Minas Goiás S/A, afim de facilitar o intercâmbio comercial entre os municípios dos dois Estados.
Gentílico: Gouvelândense
Formação administrativa
Distrito criado com a denominação de Gouvelândia, pela Lei Municipal nº 315, de 24 de agosto de 1963, subordinado ao município de Quirinópolis. Instalado em 8 de março de 1964. Em divisão territorial datada de 31-XII-1963, o distrito figura no município de Quirinópolis. Elevado à categoria de município com a denominação de Gouvelândia, pela Lei Estadual nº 10.394, de 30 de dezembro de 1987, desmembrado de Quirinópolis. Sede no antigo distrito de Gouvelândia. Constituído do distrito sede. Instalado em 1 de junho de 1989.Em divisão territorial datada de 2003, o município é constituído do distrito sede. Assim permanecendo em divisão territorial datada de 2007.

## Geografia
Sua população estimada em 2020 era de 5 988 habitantes.

### Rodovias
- Rodovia Estadual GO-206

## Administração
- Prefeito: Fausto Caiado Barbosa ( PDT ) (2021/2024)
- Vice-prefeito: Nivaldo Alves de Moura ( DEM ) (2021/2024)
- Presidente da câmara: João Batista Silveira dos Santos ( PDT ) Biênio (2021/2022)
- Vereadores:
- Maria Aparecida da Costa ( PDT ).
- João Batista Silveira dos Santos ( PDT ).
- Wanismar da Fonseca Rosa ( PDT ).
- Nilson Alves de Moura ( DEM ).
- Joviano Felix da Silva ( DEM ).
- Wanderley Malaquias da Silva ( DEM ).
- Jose Aldo Moreira ( MDB ).
- Maurilio Jose dos Santos ( MDB ).
- Roneide Alves de Assis ( MDB ).
- Suplentes de vereadores:
- PDT:
- 1º Erica Cristina de Paula ( PDT ).
- 2º Marcos Antonio Monteiro ( PDT ).
- 3º Rafael Santos Dantas ( PDT ).
- DEM:
- 1º Florípedes Bezerra de Medeiros Neta ( DEM ).
- 2º Silvio Luis da Penha ( DEM ).
- 3º Danillo Lourenço Vieira ( DEM ).
- MDB:
- 1º Orozimbo Lemes do Prado ( MDB ).
- 2º Sinval Gildo da Silva ( MDB ).
- 3º Adair Inocêncio de Queiroz ( MDB ).